# Церковь Димитрия Солунского (Пласкинино)
Церковь Димитрия Солунского (Димитриевская церковь) — православный храм на погосте Дорки городского округа Воскресенск Московской области (недалеко от деревни Пласкинино). Каменный храм и трапезная были разграблены и разрушены в советское время, сохранилась лишь колокольня. Ныне богослужения проводят в небольшой деревянной церкви, построенной в 2017 году.
Относится к Воскресенскому 2-му благочинию Коломенской епархии Русской православной церкви, приписан к церкви Всех Святых в городе Белоозерском.

## История
Первое документальное упоминание о церкви, «исстари построенной на погосте в Дорках, Московского уезда Гвоздинской волости», относится к началу XVII столетия, когда в период Смутного времени она была закрыта, а церковная земля с 1631 года была отдана в оброк.
В 1703 году жители этих деревень Пласкинино и Бисерово подали челобитную царю с просьбой восстановить православный храм. В ноябре этого же года Пётр I издал указ, которым было «велено… построить вновь деревянную церковь во имя Димитрия Солунского», на что выдана благословенная грамота. В октябре 1704 года новая деревянная церковь на погосте Дорки была построена и освящена. Со временем обветшавший храм Храм Святого великомученика Димитрия Солунского сгорел в 1845 году. По указу Московской духовной консистории от 12 августа 1847 года в сентябре была заложена новая каменная церковь. В 1850 году её строительство церкви было окончено. Новая церковь с Ильинским приделом и приделом мучеников Кирика и Иулитты была выстроена в русском стиле на средства купца Д. И. Широкого. Имела шатровую колокольню и трапезную в одной связке с храмом.
В конце 1890-х годов в здании храма обнаружились проблемы, связанные с состоянием его кладки — в боковых стенах Ильинского придела появились трещины. Начавшиеся ремонтные работы были завершены зимой 1902 года, а 14 февраля состоялось торжественное освящение престола в «Ильинском приделе Дмитрие-Солунской церкви в Дорках». В последующие годы также проводились работы по обновлению Димитриевской церкви, но к 1917 году храм всё равно пришёл в ненадлежащее состояние, сильно обветшав.
После Октябрьской революции, в 1922 году, специальной комиссией из храма были изъяты предметы церковной утвари. Затем церковь была закрыта и началась её разборка на кирпичи. В результате были разрушены до основания трапезная и здание храма. Согласно документам в Центральном государственном архиве Московской области 1951 года, на погосте осталась только колокольня, находившаяся в полуразрушенном состоянии.
Только спустя пятьдесят лет, в 2006 году было документально оформлено принадлежность церкви и прилегающей территории к Воскресенскому благочинию. Было решено восстановить оставшуюся колокольню в качестве церковного здания. В 2016—2017 годах Фонд Московской епархии по восстановлению порушенных святынь провел реставрацию колокольни. В 2017 году по благословению митрополита Крутицкого и Коломенского Ювеналия на территории погоста Дорки для окормления жителей близлежащих селений был построен новый одноэтажный деревянный храм, который был освящён 30 июля 2017 года викарием Московской епархии благочинным церквей Коломенского округа Московской епархии Петром.
Настоятелем церкви Димитрия Солунского является протоиерей Роман Петрович Сыркин.